# Boom XB-1
El Boom XB-1 "Baby Boom" es un demostrador supersónico trirreactor a escala de un tercio, diseñado por Boom Technology (nombre comercial "Boom Supersonic") como parte del desarrollo del avión de transporte supersónico Boom Overture. Propulsado por tres General Electric J85, está previsto que mantenga Mach 2,2, con más de 1900 km de alcance. El XB-1 comenzó las pruebas de rodaje en diciembre de 2022, y realizó su vuelo inaugural el 22 de marzo de 2024.

## Desarrollo
El diseño fue presentado en Denver, Colorado, el 15 de noviembre de 2016, y estaba previsto inicialmente que hiciera su primer vuelo subsónico a finales de 2017, propulsado por tres turborreactores General Electric CJ610 (un J85 civil), con posteriores pruebas de vuelo supersónico en la Base Edwards de la Fuerza Aérea, California.
En abril de 2017 se consiguió financiación suficiente para construirlo y hacerlo volar. Su revisión preliminar de diseño se completó en junio de 2017, con un cambio de motor a la versión militar del J85 para aprovechar su empuje adicional. Se esperaba entonces que las pruebas de vuelo comenzaran a finales de 2018. En 2017, el larguero del ala compuesto se sometió a pruebas de carga mientras se calentaba en un banco de pruebas hidráulico a 149 °C (300 °F), por encima de la temperatura operativa de saturación térmica. El primer vuelo supersónico previsto se pospuso hasta 2019.
En julio de 2018 se completó el diseño aerodinámico, se montó la cola horizontal y se recibieron los motores. The Spaceship Co., fabricante de los vehículos de Virgin Galactic, fue anunciado como socio para las pruebas de vuelo en Mojave, California. Las pruebas de vuelo se retrasaron nuevamente hasta 2019 debido a la desafiante aerodinámica y a otros cambios en el motor; de los 16 kN del J85-21 a los 19 kN del J85-15.
El diseño del XB-1 pasó por tres series de pruebas en túnel de viento. La primera indicó que la calibración prevista tenía un error del 30 %. El segundo conjunto de pruebas confirmó la calibración precisa y un tercer conjunto de pruebas confirmó la seguridad del diseño. Las pruebas del túnel finalizaron en noviembre de 2018, incluido el despegue y el aterrizaje con el impacto de las puertas del tren de aterrizaje en la estabilidad, así como las pruebas de entrada supersónica. Estas pruebas habían durado una década en el Concorde. El proceso de colocación de fibra de carbono de las mitades del fuselaje debía comenzar a principios de 2019, para que el ensamblaje final del fuselaje delantero tuviera lugar a principios de la primavera. Con una inversión total que asciende a 200 millones de dólares, Boom recibió fondos para realizar las pruebas de vuelo del XB-1 hasta finales de 2020. En el Salón Aeronáutico de París de junio de 2019, Blake Scholl anunció que la fecha del primer vuelo se había pospuesto hasta 2020, seis meses más tarde de lo planeado previamente, después de incluir un sistema de aumento de estabilidad para una mejor seguridad a alta velocidad y en el despegue y el aterrizaje.
En febrero de 2020, con la finalización del segundo simulador de Boom, comenzaron las pruebas en los controles de vuelo del XB-1 y la integración de sistemas. Las pruebas de carga estática del ala se llevaron a cabo en marzo de 2020, las alas se acoplaron al fuselaje en abril y el fuselaje de popa estuvo a punto de completarse en mayo. Los motores y el tren de aterrizaje se instalaron más tarde, en agosto y septiembre de 2020.

### Pruebas
El 7 de octubre de 2020, Boom presentó el XB-1 en una promoción, con el anuncio de que el vuelo inaugural estaba previsto para 2021. A principios de 2021 se esperaba que se probara en vuelo alrededor de septiembre de 2022. El 26 de julio de 2021, Boom comenzó a probar y evaluar un sistema de visión frontal (FLVS) como parte de los preparativos para realizar las pruebas de vuelo del XB-1.
En enero de 2022, Boom comenzó a realizar pruebas de motores utilizando el XB-1, en preparación para las pruebas de rodaje y el primer vuelo a finales de 2022. En mayo de 2022 se completaron las pruebas en tierra y se realizó el rodaje de los tres motores. Se probaron el tren de aterrizaje y los sistemas de vuelo y se consideraron listos. Se esperaba que los carreteos y los carreras de despegue reales comenzaran a finales de 2022. Más retrasos  en febrero de 2023 pospusieron el previsto primer vuelo hasta mediados del mismo año.
En agosto de 2023, la aeronave recibió su certificación de aeronavegabilidad experimental de la FAA. En noviembre de 2023 se realizaron pruebas de rodaje a velocidad media, y la aeronave alcanzó una velocidad máxima de 94 nudos. Después de las pruebas, en enero de 2024 Boom retrasó el primer vuelo de pruebas hasta principios del mismo año para implementar mejoras de seguridad. Las tres mejoras identificadas fueron la modernización del tren de aterrizaje para aumentar la fiabilidad, la optimización de las entradas de aire del motor para mejorar la resistencia a la entrada en pérdida del motor y el ajuste de los amortiguadores del avión para mejorar la estabilidad y el control.
El XB-1 realizó su primer vuelo el 22 de marzo de 2024, realizado por el piloto de pruebas jefe Bill "Doc" Shoemaker desde el Puerto Aéreo y Espacial de Mojave.
El 16 de abril de 2024, la FAA emitió una licencia especial para que el XB-1 superara Mach 1 en el cercano Corredor Supersónico de Black Mountain. Se planeó realizar vuelos de pruebas a Mach 1,1, 1,2 y 1,3 para finales de 2024.
El 26 de agosto de 2024, el XB-1 despegó desde Mojave, California, para su segundo vuelo de pruebas, pilotado por el piloto de pruebas jefe Tristan “Geppetto” Brandenburg.

## Diseño
El XB-1 Baby Boom mide 21 m largo y 5,2 m de envergadura y posee un peso máximo al despegue de 6100 kg. Propulsado por tres motores J85-15 con entradas y escapes de geometría variable, el prototipo debería poder mantener Mach 2,2 con más de 1900 km de alcance. Como demostrador de tecnología para el Boom Overture, la configuración trirreactor del XB-1 coincidía con la del Overture. En 2022, el Overture fue rediseñado con una configuración de cuatro reactores. El XB-1 conservó la configuración trirreactor original.
Tiene una cabina planificada para dos tripulantes, con un solo asiento completamente desarrollado en el demostrador, y presenta un cuerpo delantero achaflanado y bordes de fuga aflechados. Para el control térmico, el sistema de control ambiental utiliza el combustible como disipador de calor para absorber el calor de la cabina. El espacio para un segundo asiento está ocupado por el equipo de pruebas.

### Materiales
El XB-1 está construido con compuestos ligeros, titanio y acero inoxidable. Los materiales para los bordes de ataque y morro de 153 °C en caliente, y materiales epóxicos para las piezas más frías son suministrados por la neerlandesa TenCate Advanced Composites, proveedor de materiales de alta temperatura para el Falcon 9 de SpaceX. La estructura del avión está compuesta principalmente de fibra de carbono/epoxi de módulo intermedio, con fibras de alto módulo para las tapas de los largueros del ala y preimpregnado de bismaleimida para los bordes de ataque y las costillas de alta temperatura. La sección trasera del fuselaje que contiene los motores está hecha de un 90 % de titanio y un 10 % de aleaciones de acero inoxidable A286.

## Especificaciones (preliminares)
Referencia datos: Aviation Week

### Características generales
- Tripulación: Uno (piloto)
- Longitud: 21 m (68,9 ft)
- Envergadura: 5,2 m (17,1 ft)
- Altura: 5,2 m (17,1 ft)
- Peso máximo al despegue: 6123 kg (13 495,1 lb)
- Planta motriz: 3× turborreactor General Electric J85-15[7].
  - Empuje normal: 19 kN (1937 kgf; 4271 lbf) [7] de empuje cada uno.

### Rendimiento
- Velocidad máxima operativa (Vno): Mach 2,2
- Alcance: 1900 km (1026 nmi; 1181 mi)

## Aeronaves relacionadas

### Desarrollos relacionados
- Lockheed Martin X-59 QueSST
- Boom Overture